# 1対多 (データモデル)

1冊の本には多くのページが含まれる。 1ページは1冊の本にしか入れられない。

システム解析では、 1対多(英: one-to-many)の関係は、2つの実体（実体関係モデルも参照）AとBの間の関係を指すカーディナリティの一種であり、Aの要素がBの多くの要素にリンクされている状態である。ただし、Bの要素はAの1つの要素にのみリンクされている。たとえば、Aを本、Bをページと考えてみると、1冊の本には多くのページがあるが、1ページは1冊の本にしか入れることができない。
リレーショナルデータベースでは、テーブルAの1つの行がテーブルBの多くの行にリンクされている一方、テーブルBの1つの行がテーブルAの1つの行にのみリンクされている場合、1対多の関係が存在すると言う。 1対多の関係はデータ自体のプロパティではなく、関係自体のプロパティである。別の例として、著者とその本のリストは、たまたま1人の著者しかいない本を説明している場合がある。その場合、本テーブルの1行は、著者テーブルの1行のみを参照するが、関係自体は1対多ではない。なぜなら本には複数の著者がいて、多対多の関係を形成している場合があるからだ。
1対多の反対は多対1である。